# Takahashi Korekiyo
En aquest nom japonès, el cognom és Takahashi.
Takahashi Korekiyo (Tòquio, 19 de setembre de 1854 - 26 de febrer de 1936) va ser un polític japonès, primer ministre del Japó el 1921.
Va néixer a Edo, actualment Tòquio, fill il·legítim de Kawamura Shoemon, pintor oficial resident a la cort del shogun. Va ser adoptat com a fill per Takahashi Kakuji, un samurai de baix rang al servei del dàimio de Date, al domini de Sendai. Cursà llengua anglesa i cultura americana a les escoles privades del missioner James Hepburn. El 25 de juliol de 1867, va embarcar-se en direcció a Oakland (Califòrnia), als Estats Units, on va trobar feina com a treballador domèstic. Amb tot, altres versions de la història recullen que ell va anar a estudiar als Estats Units, però el que seu senyor el va vendre com a esclau i va poder tornar al Japó el 1868, no després de passar certes dificultats.
En tornar al Japó, va ensenyar conversa d'anglès i va ser mestre de l'Institut Kyoritsu, alhora que va començar a treballar com a buròcrata de baix rang al Ministeri d'Educació, i després al d'Agricultura i Comerç. El 1887, va ser nomenat director de l'Oficina de Patents, i va col·laborar en l'establiment del sistema de patents al Japó. En cert moment, va deixar el seu càrrec i provà una aventura empresarial de mineria d'argent al Perú, que tanmateix resultà fallida. Més tard, el 1892, entrà al Banc del Japó, n'esdevingué vicepresident el 1899; hi demostrà habilitat en la cotització de préstecs estrangers per recaptar fons per la Guerra russo-japonesa. Anys més tard, n'arribaria a ser el 7è governador, entre 1911 i 1913.
Ocupà de forma successiva càrrecs polítics d'importància com el de ministre de Finances als primers governs de Yamamoto i Hara, la presidència del Rikken Seiyukai, i el 1921 va esdevenir Primer Ministre. Va prendre part al segon moviment de protecció de la Constitució. Més tard, ocupà successivament càrrecs ministerials com el de ministre d'Agricultura i Comerç al govern de Kato Takaaki, de nou ministre de Finances als governs de Tanaka Giichi, Inukai, Saito i Okada. Tenia un enfocament financer positiu que va ser anomenat com «Finances Takahashi». Aquesta política es basava en controlar la despesa militar. Takahashi s'oposà a l'exèrcit i va ser assassinat en el transcurs de l'incident de 26 de febrer.